# Anantarika-karma
Anantarika-karma, ànantarika-kamma o los Cinco Pecados Cardinales (japonés go-gyaku o go-gyakuzai), son las cinco más serias ofensas en Budismo. Se trata de crímenes atroces a partir de los cuales el Karma trae un desastre inmediato.

## Los cinco crímenes
Tradicionalmente hay cinco crímenes considerados ànantarika-kamma:
- Asesinato intencionado de un padre (parricidio)
- Asesinato intencionado de una madre (matricidio)
- Asesinato de un Arhat (un ser iluminado)
- Derramar la sangre de un buda
- Crear un cisma en la Sangha, la comunidad budista de monjes y monjas

Las tres últimas ofensas son llamadas de forma colectiva los tres pecados cardinales y se dice que cualquiera que cometa uno de los cinco cae en el infierno Avīci.

## Además
Devadata, el primo de Gautama buda, es un personaje conocido por haber cometido los últimos tres.